# Amilcare Della Noce
Amilcare Della Noce (Milano, 27 luglio 1905 – Milano, 8 novembre 1988) è stato un calciatore italiano, di ruolo centrocampista.

## Carriera
Inizia a giocare nelle giovanili del Milan, che per la stagione 1921-1922 lo aggrega alla prima squadra nel campionato di Prima Divisione, la massima serie dell'epoca, in cui Della Noce fa il suo esordio il 9 aprile 1922 in Juventus-Milan (0-0). Nel corso della stagione gioca altre 2 partite (l'ultima il 7 maggio 1922 in Mantova-Milan 2-1, penultima giornata di campionato), per un totale di 3 presenze senza reti in massima serie. In seguito ha giocato con la Richard S. Cristoforo di Milano.